# René Djian
Pour les articles homonymes, voir Djian.
René Djian, né le 1er février 1927 à Paris et mort le 11 novembre 2024 à Erquy, est un athlète français, spécialiste du 800 mètres.
Il se marie avec Marthe Lambert (finaliste aux Jeux olympiques de Melbourne en 1956 au saut en longueur). Sa fille Marie est sélectionnée en équipe de France d'athlétisme d'épreuves combinées tandis que son plus jeune fils François est devenu Champion de France du 400 m indoor en 2012 (vétéran). Sa petite fille Soliane est vice-championne du Canada junior indoor sur 200 m.

## Palmarès
- 28 sélections en équipe de France A
- Championnats de France d'athlétisme Élite :
  - vainqueur du 800 m en 1952 et 1956
- Il remporte la médaille d'argent du 800 m lors des Jeux méditerranéens de 1955.
- Il participe aux Jeux olympiques d’Helsinki (1952) Jeux olympiques de 1956 à Melbourne où il atteint les demi-finales du 800 m.

## Records
| Épreuve | Performance  | Lieu | Date |
| ------- | ------------ | ---- | ---- |
| 400 m   | 49 s 0       |      | 1954 |
| 800 m   | 1 min 49 s 5 |      | 1955 |
| 1 000 m | 2 min 23 s 3 |      | 1956 |